# Copita dracului
„Copita dracului” (în engleză The Adventure of the Devil's Foot) este una dintre cele 56 povestiri scurte cu Sherlock Holmes ale lui Sir Arthur Conan Doyle și a șasea povestire din volumul Ultima reverență (respectiv a șaptea în edițiile americane ale acestui volum).
Ea a fost publicată în revista Strand Magazine din decembrie 1910, cu ilustrații de Gilbert Holiday, apoi în volumul Ultima reverență (în engleză His Last Bow) editat în anul 1917 de John Murray din Anglia. Doyle a clasificat „Copita dracului” pe locul 9 în lista celor 12 povestiri favorite cu Sherlock Holmes. 

## Rezumat

### Misterul inițial
În martie 1897, Sherlock Holmes, epuizat de afacerile sale precedente, pleacă să se odihnească într-o casă de vacanță din Cornwall la sfatul medicului său, dr. Moore Agar. Watson îl însoțește în sejurul său din provincie. În cursul plimbărilor sale zilnice, Holmes și Watson fac cunoștință cu vicarul parohiei locale, dl. Roundhay, precum și cu chiriașul său, Mortimer Tregennis. Cu acest prilej, cei doi vilegiaturiști află că cei frați ai lui Mortimer, Owen și George, ca și sora sa Brenda, locuiesc în apropiere. Mortimer se certase cu ei când fusese vândută mina din Redruth, deținută de familie, unei companii miniere; certurile erau legate de împărțirea banilor.
La 16 martie, Roundhay și Mortimer Tregennis sosesc în grabă la locuința detectivului pentru a-i povesti acestuia o întâmplare catastrofală petrecută în noaptea precedentă. Mortimer și-a petrecut seara zilei anterioare cu frații săi și cu sora sa în casa lor din cătunul Tredannick Wollas, jucând cărți (whist) cu ei. El i-a părăsit seara târziu (pe la 10,15), lăsându-i să joace cărți în continuare. A doua zi dimineața, cei trei frați Tregennis au fost găsiți de doamna Porter, menajera casei, în aceeași poziție în care stăteau la masă în seara anterioară; cei doi bărbați (Owen și George) aveau pe față o expresie de spaimă cumplită, râdeau, țipau și cântau, iar Brenda era moartă. Nimic nu putea explica această situație extraordinară, dar și tragică.
Menajera care i-a găsit în această stare a chemat medicul, apoi i s-a făcut rău. Pe drum, medicul l-a luat cu el și pe Mortimer. Tregennis spune că își amintește că unul dintre frați a văzut ceva pe fereastră, apoi s-a întors și el și i s-a părut că vede ceva mișcându-se prin tufișuri. El declară că autorul acestei catastrofe teribile nu poate fi decât diavolul. Medicul care i-a examinat a spus că Brenda murise de cel puțin șase ore, apoi a căzut pe un scaun aproape leșinat la scurtă vreme după ce a sosit.

### Rezolvare
Sherlock Holmes acceptă fără ezitare să cerceteze acest caz. Mortimer precizează că se împăcase cu frații săi în ultima vreme. Pe drumul către casa familiei Tregennis, Holmes, Watson, Mortimer și Roundhay se întâlnesc cu o trăsură ce îi ducea pe frații nebuni la ospiciul Helston. 
Ajuns la locul tragediei, detectivul nu găsește multe piste de cercetat și pleacă împreună cu Watson. Holmes îi explică prietenului său că incidentul care a cauzat moartea Brendei și nebunia celor doi frați a survenit la scurtă vreme de la plecarea lui Mortimer: cele trei victime trebuiau să meargă la culcare după plecarea fratelui lor, totuși ei nu s-au ridicat de la masa de joc. Detectivul observă că în seara anterioară se făcuse focul în cămin, dar Tregennis explică faptul că seara trecută a fost frig. De altfel, urmele de pași confirmă relatarea lui Mortimer, dar pare să excludă posibilitatea unei intervenții din exterior, pentru că nu a fost găsită nicio altă urmă în afara casei.
După întoarcerea lor la căsuță, Holmes și Watson l-au găsit acolo pe dr. Leon Sterndale, celebru explorator și vânător de lei, care îi aștepta. Acesta a explicat că este un prieten apropiat al familiei Tregennis. El urma să se îmbarce pe un vapor ce mergea în Africa, dar a aflat de acest incident și a revenit imediat, abandonându-și o parte din bagaje care se aflau pe vapor. El fusese anunțat de vicar printr-o telegramă. Sterndale i-a cerut lui Holmes să-i spună ce crede de acest caz, dar detectivul refuză să-i dezvăluie ipotezele sale. Sterndale pleacă nemulțumit, iar Holmes îl urmărește discret. Urmărirea nu îi aduce multe lucruri noi lui Holmes, dar i e confirmă faptul că Sterndale era la Plymouth în seara anterioară și nu putea fi autorul incidentului din cursul nopții. 
În dimineața zilei următoare, cei doi prieteni află că a avut loc o nouă dramă: Roundhay sosește în grabă la căsuță pentru a-i anunța de moartea lui Mortimer Tregennis în dimineața respectivă și în aceleași circumstanțe ca și sora sa. Cei trei se deplasează la parohie și descoperă pe fața lui Mortimer aceeași expresie de spaimă ca și cea de pe fețele fraților săi. Fereastra era deschisă, iar pe masă se afla o lampă care ardea lângă omul mort. Holmes inspectează camera în profunzime. Fereatra de la etaj i se pare interesantă, apoi răzuiește niște resturi de cenușă de pe lampă și o pune într-un plic. La sosirea poliției, Holmes și Watson pleacă la căsuța lor. 
În următoarele două zile, Holmes și-a procurat o lampă cu combustie asemănătoare cu cea din camera lui Mortimer Tregennis. El face o serie de experiențe, dezvăluindu-i lui Watson ipoteza sa: cei patru Tregennis au fost victimele unei atmosfere toxice. Detectivul îi arată doctorului un eșantion dintr-o pudră maronie găsită pe lampa din camera lui Mortimer. Holmes îi propune lui Watson să-i permită să ardă pudra pe lampa din căsuța lor, pentru a observa efectele combustiei, dar lasă ușa deschisă pentru a reduce riscurile. Experiența începe: imediat, cei doi prieteni încep să se sufoce și au viziuni terifiante. Watson reușește cu greu să-și revină și să iasă din căsuță, trăgându-l pe Holmes după el. Detectivul îi explică doctorului că Mortimer a aruncat pudra în focul din cămin în casa fraților săi înainte de pleca de acolo. Moartea lui Mortimer pare la prima vedere o sinucidere, dar Holmes îl invită pe dr. Sterndale la căsuță pentru a încerca să o clarifice.
Holmes îl acuză pe Sterndale că este ucigașul lui Mortimer și îi spune că doar o explicație imediată a faptelor va putea să-l împiedice să-l denunțe poliției. Doctorul Sterndale își recunoaște crima. El era părăsit de soție de mulți ani și nu putea divorța, pentru că legile englezești nu-i permiteau acest lucru. O iubea pe Brenda Tregennis, fără a putea să se căsătorească cu ea. Doar vicarul le cunoștea taina.
În timpul explorărilor, Sterndale descoperise în Africa o rădăcină de plantă cunoscută sub denumirea "copita dracului" (în latină radix pedis diaboli), care prin ardere provoca viziuni înspăimântătoare ce puteau conduce la nebunie sau chiar la moarte. El adusese în Anglia un eșantion de pudră a acestei rădăcini ca un fel de curiozitate și îi vorbise lui Mortimer de efectele ei. Acesta din urmă dorea să se răzbune pe cei din familia sa și a reușit să fure un eșantion din această pudră pe care dorea să o folosească pe a-i ucide pe Owen, George și Brenda. Mortimer se gândea că Sterndale va fi pe mare înainte de a știrea morții celor din familia Tregennis să ajungă la Plymouth. Acesta a fost anunța de vicar și s-a întors imediat. Aflând modul în care s-a petrecut tragedia celor trei frați,Sterndale și-a dat seama că Mortimer a folosit otrava adusă de el din Africa pentru a-și ucide familia.
Deoarece bănuia că otrava nu putea fi detectată, iar crima risca să rămână nepedepsită, el a ales să o răzbune pe Brenda și să-i ofere lui Mortimer aceeași soartă pe care o rezervase acesta membrilor familiei sale. S-a dus la casa parohială a doua zi dimineața, a aruncat cu pietricele în fereastra de la camera lui Mortimer și a intrat în casă. L-a acuzat pe acesta de crimă, a aprins lampa pe care a presărat pudra și l-a amenințat pe Mortimer că-l va împușca dacă va încerca să iasă din cameră. Mortimer a murit în cinci minute, în chinuri groaznice. 
După această mărturisire, Holmes și Watson sunt de acord că uciderea lui Mortimer nu a fost decât o răsplată dreaptă pentru faptele sale. Ei decid să-l lase pe doctor să plece în Africa Centrală pentru a-și continua munca, nedorind să-l denunțe poliției.

## Personaje
- Sherlock Holmes
- doctorul Watson
- Roundhay – vicarul parohiei locale, arheolog amator
- Mortimer Tregennis – bogătaș local
- Owen Tregennis – fratele lui Mortimer
- George Tregennis – fratele lui Mortimer
- Brenda Tregennis – sora lui Mortimer
- Doamna Porter – menajarea familiei Tregennis
- Dr. Leon Sterndale – explorator și vânător de lei

## Adaptări teatrale și cinematografice
„Copita dracului” a servit ca sursă de inspirație a scurtmetrajului The Devil's Foot (1921) cu Eille Norwood în rolul lui Sherlock Holmes (film alb-negru, mut, 20 minute), iar apoi a unui episod din 1965 (episodul 2) al serialului TV Sherlock Holmes cu actorii Douglas Wilmer și Nigel Stock.
Povestirea a fost adaptată ulterior într-un episod din 1988 al serialului TV Întoarcerea lui Sherlock Holmes cu Jeremy Brett în rolul lui Holmes și Edward Hardwicke în rolul dr. Watson.
De asemenea, filmul The Spider Woman (1944) se bazează pe mai multe povestiri cu Sherlock Holmes ale lui Arthur Conan Doyle, printre care și „Copita dracului”.

## Traduceri în limba română
- Piciorul diavolului - în volumul Sherlock Holmes: Cinci sîmburi de portocală; Omul cu buza răsucită; Banda pestriță; Diamantul; Piciorul diavolului; Aventura de la Wisteria Lodge; Detectivul muribund (Ed. Wotan, București, 1991) - traducere de Aurel Petrescu
- Piciorul diavolului - în volumul Aventura celor trei lucarne. Scandal în Boemia. Conacul Shoscombe. Piciorul diavolului. Clientela lui Crabbe. Misterul din Valea Boscombe (Ed. Transpres, Sibiu, 1992)
- Copita dracului - în volumul Aventurile lui Sherlock Holmes. Vol IV (Colecția Adevărul, București, 2010) - traducere de Emilia Oanță
- Copita dracului - în volumul Aventurile lui Sherlock Holmes. Vol IV (Colecția Adevărul, București, 2011) - traducere de Emilia Oanță